# Ondřej Štochl
Ondřej Štochl (* 12. června 1975 Praha) je český violista a skladatel současné klasické hudby.

## Životopis
Hudbě se Ondřej Štochl věnuje už odmala. Ve dvanácti letech začal skládat, o dva roky později nastoupil na Pražskou konzervatoř, kde studoval v letech 1989-1995 hru na violu a v letech 1992–1996 souběžně skladbu. Poté pokračoval ve studiu skladby na HAMU u Marka Kopelenta. Účastnil se mnoha skladatelských kurzů s lektory jako jsou např. Zygmunt Krauze, Guy Reibel, Paul Méfano a dalšími.
V současnosti skládá hlavně komorní a orchestrální skladby, ve kterých občas použije i vokální či elektronickou složku. V roce 2007 se zúčastnil ISCM World Music Days (festival současné klasické hudby). Mezi interprety jeho skladeb patří orchestry Orchestr Berg, Moravská filharmonie Olomouc, Pražský komorní orchestr aj., komorní soubory Luxembourg Sinfonietta, Ensemble Bern Modern, Moens Ensemble, Ensemble Platypus Wien, Yun Trio Prague aj. a sólisté jako klavírista David Kalhous, violoncellista Petr Nouzovský, klarinetista Karel Dohnal a další. Je spoluzakladatelem, uměleckým vedoucím, skladatelem a violistou Konvergence (skladatelské sdružení a komorní soubor) a členem Tria Helix. Jako pedagog působil na ZUŠ Hostivař a od roku 2010 vyučuje skladbu a hudební teorii na Konzervatoři Jana Deyla.

## Dílo

### Juvenilie
- Dialog (pro klarinet a klavír)
- Suita (pro klavír)
- Karikatury (pro dechové trio)
- Variace (pro klavír)
- Zápisky z podzemí (pro smyčcové kvarteto)
- Dechový kvintet
- Portréty (pro klarinet)

### Sólové skladby
- Tetralog (pro violoncello a live electronic, 2006)
- Cantus firmus (pro klavír, 2008)
- Tři echa před úplňkem (pro klavír, 2012)

### Komorní skladby
- Průniky (pro flétnu, anglický roh, basklarinet, lesní roh, housle, violu, violoncello, celestu a bicí nástroje, 1999)
- Rozcestí (pro smyčcové kvarteto, 2001)
- Vojtíškovy rituálky (pro altovou flétnu, klarinet, housle, violu, violoncello, klavír a bicí nástroje, 2004)
- Veduty (pro kytaru a smyčcové kvarteto, 2005)
- Šestero pohádek pro Markétku (pro klarinet, violu a kytaru, 2006)
- Epilog (pro altovou flétnu, violu a violoncello, 2007)
- Kaligramy (pro flétnu, violoncello a klavír, 2008)
- Idée fixe (pro flétnu, klarinet, housle, violoncello a cembalo, 2009)
- ...okamžik předtím (pro housle a klavír, 2010)
- Kaligramy II (pro housle, violoncello a klavír, 2010)
- Šerosvit (pro hoboj, violoncello a harfu, 2011)
- ...à W. (pro dechové kvinteto, 2013)

### Skladby s vokální složkou
- Troufalost (pro soprán, 3 violy, bicí nástroje a harfu, 1999)
- Úniky k radosti (pro soprán, recitátora, klarinet, smyčcové kvarteto, 2 hráče na bicí nástroje a recitátora, 2004)

### Orchestrální skladby
- Cesta ke společné řeči (pro smyčce s koncertantním violoncellem)
- Jang a jin - perspektiva TAO (pro symfonický orchestr, 2002)
- Sonety (pro klarinet, vibrafon a komorní orchestr, 2007)

### Prostorové skladby
- Meditace o cestě k něžnosti (pro 35 hráčů, 2001)
- Fragmenty / Kaligramy (pro flétnu, violu (violoncello), klavír, klarinet a vibrafon, 2011)
- Modrá - čistá a křehká (pro housle, vibrafon a smyčce, 2011) – na motivy této skladby namaloval Václav Jíra v letech 2015 a 2018 šest obrazových kompozic.[1]
- Notturno Fragile (pro housle, violu, kytaru a klavír, 2012)
- ...vlídnost...světlo duše... (pro 5 hráčů na bicí nástroje, smyčcové kvarteto, klarinet, trubku, altovou flétnu, kytaru, kontrabas a 4 zpěvačky, 2013)
- proP.A.S.ti (pro hoboj a smyčce, 2014)
- Šeptet (pro klarinet, 2 housle, violoncello, kontrabas, klavír a kytaru, 2014)